# Charles Sturt Adelaide International 2014
Il Charles Sturt Adelaide International 2014 è stato un torneo di tennis facente parte della categoria ATP Challenger Tour nell'ambito dell'ATP Challenger Tour 2014. È stata la 2ª edizione del torneo che si è giocato a West Lakes in Australia dal 3 al 9 febbraio 2014 su campi in cemento e aveva un montepremi di 50 000 $.

## Partecipanti singolare

### Teste di serie
| Nazionalità | Giocatore          | Ranking* | Testa di serie |
| ----------- | ------------------ | -------- | -------------- |
| Stati Uniti | Bradley Klahn      | 93       | 1              |
| Australia   | James Duckworth    | 132      | 2              |
| Giappone    | Tatsuma Itō        | 156      | 3              |
| Giappone    | Hiroki Moriya      | 204      | 4              |
| Australia   | Matt Reid          | 227      | 5              |
| Australia   | John-Patrick Smith | 229      | 6              |
| Paesi Bassi | Boy Westerhof      | 240      | 7              |
| Australia   | Greg Jones         | 259      | 8              |

- Ranking al 13 gennaio 2014.

### Altri partecipanti
Giocatori che hanno ricevuto una wild card:
- Harry Bourchier
- Jacob Grills
- Christopher O'Connell
- Marc Polmans

Giocatori che sono passati dalle qualificazioni:
- Ryan Agar
- Cameron Norrie
- Maverick Banes
- Dayne Kelly

Giocatori che hanno ricevuto un entry con un protected ranking:
- Roman Vögeli

## Vincitori

### Singolare
Bradley Klahn ha battuto in finale  Tatsuma Itō con il punteggio di 6–3, 7–6(11–9)

### Doppio
Marcus Daniell /  Jarmere Jenkins hanno battuto in finale  Dane Propoggia /  Jose Rubin Statham con il punteggio di 6–4, 6–4